# Antonio Finco
Antonio Finco (Bassano del Grappa, 31 agosto 1958) è un giornalista e scrittore italiano.
Ha iniziato nel 1992 come collaboratore dell'emittente privata Telepadova-Italia 7, realizzando servizi e interviste per la redazione della trasmissione " Fuorigioco" condotta da Lorenzo Petiziol con Maurizio Mosca. Dal 1997 è stato corrispondente per il Nord-Est di Telemontecarlo per Tmc-news, Mondogol e la domenicale Galagol condotta da Massimo Caputi Dal 1999 ha iniziato la collaborazione con le reti Mediaset di cui è stato corrispondente per il Nord est della trasmissione " Controcampo" di Italia 1 e per le news di Canale 5. Dal 2004 è divenuto prima collaboratore e poi redattore di Sky sport per il Tg Sportime e come telecronista e bordocampista per gli eventi calcistici. Dal 1 luglio 2016 è coach assistant per la comunicazione al Watford fc in Premier League.
Nel 2000 è stato autore del libro " Il ladro di stelle" ritratti del calcio veneto Premio Selezione Bancarella 2001 , e nel 2002 è stato coautore della autobiografia di Paolo Rossi " Ho fatto piangere il Brasile" Limina edizioni.
| Controllo di autorità | VIAF (EN) 48610154 · ISNI (EN) 0000 0000 4675 1388 · SBN VIAV117892 · BAV 495/330592 · LCCN (EN) n2003112712 · GND (DE) 1170103774 · NDL (EN, JA) 01239897 · CONOR.SI (SL) 220552803 |